# Tetraonyx tigridipennis
Tetraonyx tigridipennis là một loài bọ cánh cứng trong họ Meloidae. Loài này được Richard miêu tả khoa học năm 1838.